# نورمان ريتشاردسون
نورمان ريتشاردسون (بالإنجليزية: Norman Richardson)‏ (15 أبريل 1915 في المملكة المتحدة - 1 يناير 1991) هو لاعب كرة قدم بريطاني (وحمل سابقاً جنسية المملكة المتحدة لبريطانيا العظمى وأيرلندا) في مركز الدفاع. لعب مع بولتون واندررز ونادي تشورلي وNew Brighton A.F.C. ‏.